# Jože Oseli
Jože Oseli, slovenski kuharski mojster, * 4. marec 1949, Medvode.
Oseli je eden najvidnejših slovenskih kuharskih mojstrov. Leta 1972 je postal osebni kuhar in batler Josipa Broza Tita v njegovi slovenski rezidenci na Brdu pri Kranju in ostal v tej službi do Titove smrti leta 1980. Izpopolnjeval se je na mnogih kuharskih in sommelierskih tečajih, profesionalno deluje na vseh kontinentih, od leta 2003 je prvi in doslej edini član častitljive Francoske kulinarične akademije, ki deluje že od leta 1370 in združuje največje svetovne kuharske mojstre.
Seznam slavnih osebnosti, ki jih je Oseli pogostil je dolg, med najvidnejšimi državniki so bili François Mitterand, Mihail Gorbačov, Haile Selassie I., Vaclav Havel, Arpad Gönz, kuhal je za člane kraljevih družin, za slavne igralce, kot so Sophia Loren, Elizabeth Taylor, Richard Burton, itd. Dvakrat je bil povabljen na mesto glavnega kuharja prireditve Miss sveta (na Sejšele leta 1998 in v Južnoafriško Republiko).
V Sloveniji danes Oseli deluje kot glavni kuhar ljubljanskega hotela Lev, sodeluje pri različnih kulinaričnih zabavah in je mentor na različnih kulinaričnih delavnicah.